# Pajeredstjärnen
Pajeredstjärnen är en sjö i Svenljunga kommun i Västergötland och ingår i Ätrans huvudavrinningsområde.